# Dagmar Brendecke
Dagmar Brendecke (* 20. Oktober 1954 in Peine; † 8. November 2022) war eine deutsche Dokumentarfilmerin, Regisseurin und Drehbuchautorin.

## Leben
Dagmar Brendecke studierte Amerikanistik, Publizistik und Politologie an der FU Berlin. Sie war zunächst als freie Mitarbeiterin für die Sender NDR, ZDF, WDR und Arte tätig, später als freie Dokumentarfilmerin, Regisseurin und Drehbuchautorin von Spiel- und Dokumentarfilmen, zumeist mit dem Texter Walter Brun.
Für ihr Film-Porträt über den Schriftsteller Raymond Federman erhielt sie 1991 den LiteraVision – Fernsehpreis der Landeshauptstadt München. Ihr Film Tödlicher Schuss wurde 2004 mit dem Juliane-Bartel-Medienpreis ausgezeichnet und wurde, wie auch der Film Und dann war alles still für den Prix Europa nominiert.
Große Beachtung fand ihr Film Cato über die im Alter von 22 Jahren von den Nazis 1943 hingerichtete Widerstandskämpferin Cato Bontjes van Beek.
Dagmar Brendecke starb am 8. November 2022 im Alter von 68 Jahren.

## Filmografie (Auswahl)
(CA: Co-Autorin; B: Buch; R: Regie)
- 1988: Stadtromanzen (B, R)
- 2004: Der tödliche Schuss – Eine Polizistin im Trauma (CA, R)
- 2005: Voci Verdiane – Junge Stimmen für Verdi (CA, R)
- 2006: Und dann war alles still … (CA, R)
- 2009: Das schlaue Füchslein – Oper entdecken (CA, R)
- 2010: Cato (B, R)
- 2010: Schoonheid en Dood – Die Welt der Carolein Smit (B, R)
- 2011: Die Raketen, der Millionär und die Dessauer Bibeln (R)
- 2011: Die Angst hat 1000 Augen – Städte im Zeichen des Terrors (R)
- 2016: Von Amsterdam nach Odessa (Serie, R)
- 2019: Schellack – eine schwarze Scheibe verändert die Welt (CA, R)